# Aristide Bruant

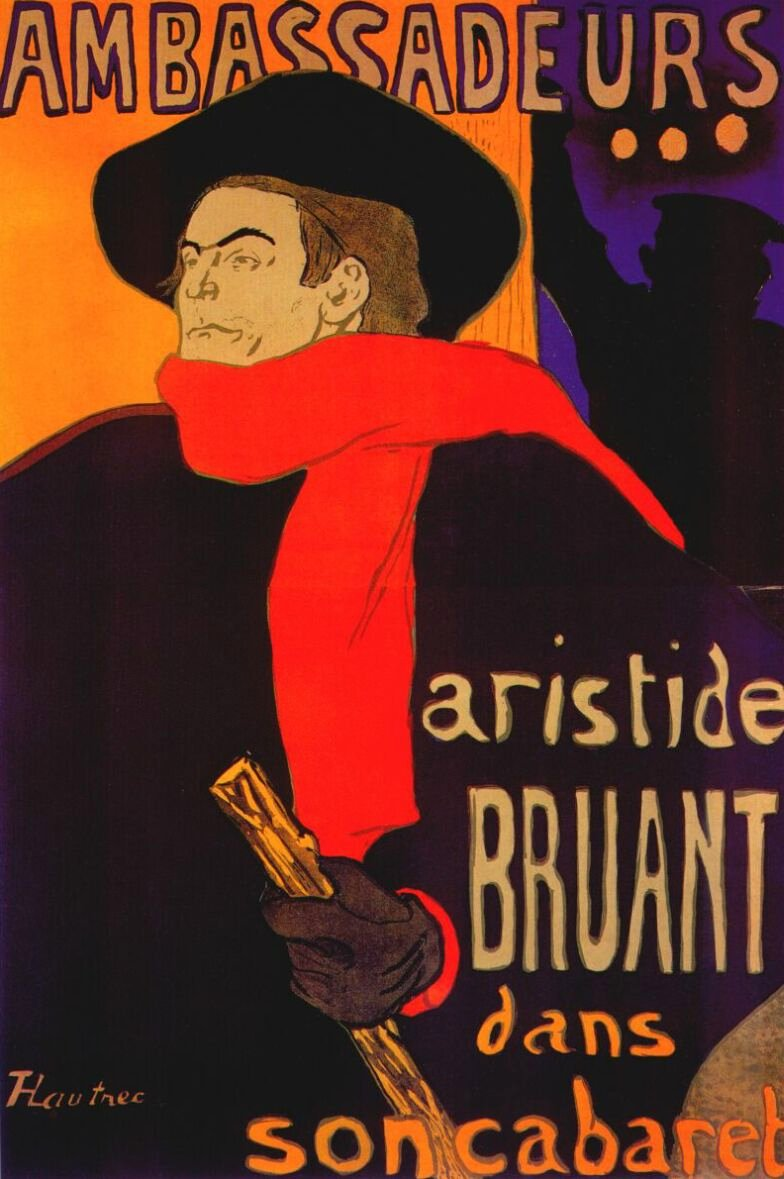
Toulouse-Lautrec plakátja

Aristide Bruant (Courtenay, 1851. május 6. – Párizs, 1925. február 10.) francia kabaréénekes, színész, költő, író.
Henri de Toulouse-Lautrec plakátja a képzőművészet történetében is feledhetetlenné tette.

## Életrajz
Tizenöt éves korában – apja halálát követően – elhagyta szülővárosát munkát keresni. Hamarosan a Montmartre bohém világában találjuk Párizsban, ahol leginkább a gyorséttermekben és kocsmákban lógott. Ezekben talált rá költői-zenei tehetségére is. Bár jó házból való úrifiú volt, hamar elsajátította a párizsi szlenget, amelyen aztán forradalmi pátosszal teli, polgárgyűlölő dalait írta.
Kávéházakban kezdett fellépni. Rövidesen a híres Le Chat Noir kabaréban kötött ki, ahol többek között a fiatal szimbolisták gyülekeztek.
Bruant feltűnő ruhában lépett fel: vörös pulóverben, fekete dzsekiben, hosszú csizmában és hatalmas vörös sállal. Színre lépéséhez ezt a nevet használta: Astrid Bruant, a Montmartre csillaga. Amikor esténként berúgta az ajtót a Chat noirban, elkiáltotta magát: „Fogjátok be a  pofátokat, barmok, ha én énekelni akarok!” – így kezdődött a műsora. A legközönségesebb káromkodások özönét zúdította a fejesekre, heves vádakkal illette az úri osztályokat. A szegények, munkások és bűnözők nyomorúságát énekelte meg. 
1885-ben tulajdonába vette a kabarét Le Mirliton néven (aminek jelentése: nádsíp, de dilettáns versike értelme is van). Meghívott ide már másokat is fellépni, de saját műsorait is folytatta. Dalai könyvalakban is megjelentek.
1925-ben halt meg. Nem messze szülőhelyétől temették el. Később Párizsban utcát neveztek el róla.

## Dalai
- Nini Peau d’Chien
- À la Bastille
- À la Villette
- Meunier tu es cocu
- À Batignolles
- Serrez Vos Rangs
- À la Roquette
- La chanson des Michetons
- À Poissy
- À la Place Maubert
- Les petits joyeux
- Belleville-Ménilmontant
- La Gréviste
- Le Chat noir

### Egy dalszöveg
„Ó, lányok, lányok, hajdan virágok,

  egy sout se rejt   már a harisnyátok.

  Utcán tekergő   fáradt lotyók,

  este csapatban   várakozók,

  ott a járdákon,   sötét járdákon.

  Ondolált hajjal,   behorpadt hassal,

  repedt sarokkal,   ólmos tagokkal.

  Köveken koppan a   csöpp cipő,

  ha szerelemre jő  az  idő.

  Kérjétek Istent,   sok kis bolondom,

  hogy ágyatokban   tüzet csiholjon.”

  Kormos István   fordítása

### Egy hangfelvétel
| Egy hangfelvétel 1905-ből: |
|                            |